# Escola Mata de Jonc
Escola Mata de Jonc és una escola de Palma, fundada el 1975 (va començar a funcionar el 1977) que va ser la primera escola de les Illes a fer tot l'ensenyament en català. És una escola privada i concertada i s'hi imparteix ensenyament infantil, primari i secundari obligatori. És regida per una fundació creada el 2001 i propugna un ensenyament en català, integrador, aconfessional i amb una línia metodològica basada en el desenvolupament de l'individu. El 2006 va rebre el Premi 31 de desembre de l'OCB.
L'escola consta d'una classe per curs (25 alumnes per classe, aproximadament), la qual cosa comporta una xifra d'uns 300 alumnes.